# Mactra glauca
Mactra glauca är en musselart som beskrevs av Born 1778. Mactra glauca ingår i släktet Mactra och familjen Mactridae. Inga underarter finns listade i Catalogue of Life.
Höger och vänster klaff av samma exemplar:

Höger klaff
Vänster klaff